# West Chester (Pennsylvanie)
Pour les articles homonymes, voir West Chester.
West Chester est un borough des États-Unis en Pennsylvanie, dans le comté de Chester, dont elle est le siège. Elle compte 18 461 habitants (en 2010) pour une surface de 4,8 km2. Une grande partie du campus nord de l'université de Pennsylvanie de West Chester et le gouvernement du département de Chester sont situés dans l'arrondissement.  

## Démographie
| Groupe            | West Chester | Pennsylvanie | États-Unis |
| ----------------- | ------------ | ------------ | ---------- |
| Blancs            | 78,7         | 81,9         | 72,4       |
| Afro-Américains   | 12,1         | 10,9         | 12,6       |
| Autres            | 5,2          | 2,4          | 6,2        |
| Métis             | 2,4          | 1,9          | 2,9        |
| Asiatiques        | 1,4          | 2,8          | 4,8        |
| Amérindiens       | 0,2          | 0,2          | 0,9        |
| Total             | 100          | 100          | 100        |
|                   |              |              |            |
| Latino-Américains | 13,4         | 5,7          | 16,7       |

Selon l'American Community Survey, pour la période 2011-2015, 87,56 % de la population âgée de plus de 5 ans déclare parler l'anglais à la maison, 9,06 % déclare parler l'espagnol et 3,39 % une autre langue.

## Patrimoine
- Église Sainte-Agnès (catholique)